# Kimberly Bruckner
Kimberly ("Kim") Bruckner-Baldwin (Chicago, 19 juni 1970) is een voormalig professioneel wielrenster uit de Verenigde Staten. In 2003 werd kanker bij haar geconstateerd, maar de tumor werd tijdig ontdekt. Bruckner is drievoudig Amerikaans kampioene tijdrijden op de weg.

## Erelijst
2000
- 1e in 3e etappe Tour of the Gila
- 1e in Eindklassement Ronde van Zwitserland
- Eindklassement Cascade Cycling Classic

2001
- 1e in  Amerikaanse kampioenschappen, wegwedstrijd, Elite
- 1e in  Amerikaanse kampioenschappen, individuele tijdrit, Elite
- 1e in Eindklassement Tour de Snowy

2002
- 1e in  Amerikaanse kampioenschappen, individuele tijdrit, Elite
- 1e in Eindklassement Cascade Classic

2003
- 1e in  Amerikaanse kampioenschappen, individuele tijdrit, Elite
- 1e in 1e etappe Solano Bicycle Classic
- 1e in 2e etappe Solano Bicycle Classic
- 1e in Eindklassement Solano Bicycle Classic

2005
- 1e in 2e etappe Tour of the Gila
- 1e in 5e etappe Tour of the Gila
- 1e in Eindklassement Tour of the Gila

## Ploegen
- 1999 — Team Cox Antlanta Velo (Verenigde Staten)
- 2000 — Autotrader.com Cycling Team (Verenigde Staten)
- 2001 — Saturn (Verenigde Staten)
- 2002 — Saturn (Verenigde Staten)
- 2003 — Team T-Mobile (Verenigde Staten)
- 2004 — T-Mobile Professional Cycling Team (Verenigde Staten)
- 2005 — T-Mobile Professional Cycling Team (Verenigde Staten)
- 2006 — T-Mobile Professional Cycling (Verenigde Staten)